# Mark van Lambaart
Mark van Lambaart (Rotterdam, 15 september 1981) is een Nederlands hockeyer.
De verdedigende Van Lambaart speelde bijna zijn hele carrière bij HC Rotterdam. Via het de eerste jeugdteams van HC Rotterdam kwam hij in de zomer van 2000 terecht in de Overgangsklasse bij HC Rotterdam. Met die club promoveerde hij tweemaal naar de Hoofdklasse en werd hij driemaal derde van Nederland. Verder won hij de bronzen medaille in twee edities van de EHL en de zilveren medaille in seizoen 2009/2010. Van Lambaart is uitgekomen voor verschillende vertegenwoordigende teams waaronder Jong Oranje. Hij besloot zijn hockeycarrière bij Breda.
Na zijn carrière als speler is Van Lambaart trainer geweest bij de heren van SCHC en bij Leonidas.

## Palmares

### Euro Hockey League
- 2008:  Club Rotterdam
- 2009:  Club Rotterdam
- 2010:  Club Rotterdam

### NK
- 2011:  Club Rotterdam
- 2009:  Club Rotterdam
- 2008:  Club Rotterdam

### NK Zaal
- 2008:  Club Rotterdam